# Stefan Sienerth
Stefan Sienerth (n. 28 martie 1948, Dârlos, județul Târnava Mare) este un critic și istoric literar sas, specialist în literaturile regionale germane din Sud-Estul Europei și în lexicografia dialectului săsesc din Transilvania.

## Biografie
Stefan Sienerth s-a născut la 28 martie 1948 în  comuna Dârlos, aflată pe atunci în județul Târnava Mare (azi în nordul județului Sibiu, lângă Mediaș). A urmat școala primară la Dârlos, iar gimnaziul la Mediaș.
În anii 1966-1971 a studiat la Universitatea Babeș-Bolyai din Cluj, la secția germană-română. 
În 1971 a devenit asistent universitar la Institutul Pedagogic din Târgu-Mureș, unde a predat limba germană până în 1974, după care s-a mutat la catedra de germanistică a Universității din Sibiu.
A fost membru în Partidul Comunist Român încă de când era student. În 1979 și-a luat doctoratul la Universitatea din București.
Din 1986 a fost cercetător științific la Centrul de Știinte Sociale din Sibiu.
În 1990 a emigrat în Republica Federală Germania. Sprijinit de scriitorul Hans Bergel, Sienerth a devenit în scurt timp cercetător la institulul Südostdeutsches Kulturwerk e.V. din München, denumit din 2001 Institut für deutsche Kultur und Geschichte Südosteuropas (IKGS) (Institutul pentru Cultura și Istoria Germană din Sud-Estul Europei) de pe lângă Universitatea „Ludwig Maximilian” din München.
Aceste instituții având  editura proprie (Verlag des Südostdeutschen Kulturwerks SOKW respectiv după 2001 IKGS-Verlag), toate publicațiile lui Sienerth după emigrare în R.F.G. au apărut la editura SOKW respectiv la IKGS-Verlag, de unde s-a pensionat în 2013.  
În 16 octombrie 2002 a primit titlul de doctor honoris causa al Universității din București, iar din 2005 este director al institutului IKGS, mai sus-menționat. 
Într-un interviu publicat în Observator cultural, pe 27 septembrie 2007, Stefan Sienerth declara: ... cred că dacă Herta Müller ia mâine Premiul Nobel, literatura română și dicționarele de literatură română o vor accepta subit. 

## Scrieri proprii
- Geschichte der siebenbürgisch-deutschen Literatur im 18. Jahrhundert, (Istoria literaturii germane din Transilvania în secolul al XVIII-lea), Cluj-Napoca, 1990
- Beiträge zur rumäniendeutschen Literaturgeschichte, Editura Dacia, ISBN 9733500445 (973-35-0044-5)
- Kritische Texte zur siebenbürgisch-deutschen Literatur: Vom Ende des 18. bis zum Beginn des 20. Jahrhunderts, Südostdeutsches Kulturwerk, ISBN 3883560987 (3-88356-098-7)
- Studien und Aufsätze zur Geschichte der deutschen Literatur und Sprachwissenschaft in Südosteuropa, I. Band, Theoretische Reflexionen und Überblicksarbeiten. Beiträge zur deutschen Literatur in Siebenbürgen im 17. und 18. Jahrhundert und zur Geschichte der siebenbürgisch-sächsischen Germanistik, Editat de Institut für deutsche Kultur und Geschichte Südosteuropas e. V., München, 2008, ISBN 978-3-9809851-8-0
- Studien und Aufsätze zur Geschichte der deutschen Literatur und Sprachwissenschaft in Südosteuropa, II. Band, Beiträge zur deutschen Literatur in Südosteuropa im 19. und 20. Jahrhundert, Editat de Institut für deutsche Kultur und Geschichte Südosteuropas e. V., München, 2008, ISBN 3-9809851-9-9
- Bespitzelt und bedrängt - verhaftet und verstrickt (Stefan Sienerth, Spionat și hărțuit - arestat și încurcat), 705 pagini, Editura Frank & Timme, 07/2022;  ISBN-13: 9783732908745[7]

## Publicații ca editor
- Das Leben ein Meer / Anthologie der Anfänge, Editura Dacia, Cluj-Napoca, 1986
- Wahrheit vom Brot / Anthologie siebenbürgisch-deutscher Lyrik, Editura Dacia, Cluj- Napoca, 1980
- Ausklang / Anthologie siebenbürgisch-deutscher Lyrik, Editura Dacia, Cluj-Napoca, 1982
- Wintergrün / Anthologie siebenbürgisch-deutscher Lyrik, Editura Dacia, Cluj-Napoca, 1982
- Dass ich in diesen Raum hineingeboren wurde: Gespräche mit deutschen Schriftstellern aus Südosteuropa, Editat de Südostdeutsches Kulturwerk, ISBN 3883561258 (3-88356-125-8)
- Siebenbürgische Erzählungen. Editat de Südostdeutsches Kulturwerk, ISBN 3883561657 (3-88356-165-7)

## Publicații ca coeditor
- Bitte um baldige Nachricht: Alltag, Politik und Kultur im Spiegel südostdeutscher Korrespondenz des ausgehenden 19. und des 20. Jahrhunderts (împreună cu Joachim Wittstock), Editura IKGS, ISBN 3980888320 (3-9808883-2-0)
- Der Brautschmuck des Sebastian Hann: Erzählungen (împreună cu Andreas Birkner și Hans Bergel), Editat de Südostdeutsches Kulturwerk, ISBN 3883561622 (3-88356-162-2)
- Brücken Schlagen: Studien zur deutschen Literatur Des 19. Und 20. Jahrhunderts Festschrift für George Gutu (împreună cu Anton Schwob, George Guțu și Andrei Corbea-Hoisie), Editura IKGS, ISBN 3980888363 (3-9808883-6-3)
- Deutsche Literatur im östlichen und südöstlichen Europa: Konzepte und Methoden der Geschichtsschreibung und Lexikographie - Internationale Tagung Marbach 7.-9. Dez. 1995 (împreună cu Eckhard Grünewald), Editat de Südöstdeutsches Kulturwerk, ISBN 388356107X (3-88356-107-X)
- Die Deutsche Literatur Siebenbürgens: Von den Anfangen bis 1848 (împreună cu Joachim Wittstock), Editat de Südostdeutsches Kulturwerk, ISBN 3883561339 (3-88356-133-9)
- Karl Kurt Klein, 1897-1971: Stationen des Lebens, Aspekte des Werkes, Spuren der Wirkung (împreună cu Anton Schwob și Peter Motzan), Editura Südostdeutsches Kulturwerk, ISBN 3883561177 (3-88356-117-7)
- Nikolaus Lenau: Ich bin ein unstater Mensch auf Erden. Begleitbuch zur Ausstellung (împreună cu Eduard Schneider), Editat de Südostdeutsches Kulturwerk, ISBN 3883560928 (3-88356-092-8)
- Worte als Gefahr und Gefährdung: Fünf Deutsche Schriftsteller vor Gericht (15. September 1959, Kronstadt/Rumänien) Zusammenhänge und Hintergründe, Selbstzeugnisse und Dokumente (împreună cu Peter Motzan și Andreas Heuberger), Editat de Südostdeutsches Kulturwerk, ISBN 3883560758 (3-88356-075-8)